# The Breakthru
The Breakthru – debiutancki album polskiego zespołu muzycznego Afromental.
W 2008 roku album uzyskał nominację do nagrody polskiego przemysłu fonograficznego Fryderyka w kategorii "najlepszy album hip-hop/R&B".

## Lista utworów
1. Bootycall - 3:16
2. Słowo (gościnnie: Numer Raz) – 3:46
3. Thing We've got - 4:10
4. Happy Day - 3:59
5. The Breakthru - 3:02
6. R'n'B - 3:46
7. I've Got What You Need (intro) – 0:45
8. I've Got What You Need - 3:47
9. Gangsta's Girl (gościnnie: Frenchy) – 4:31
10. Oh Oh - 4:51
11. City Jungle - 4:11
12. Bananowy Song - 3:29